# Ејвинд Скабо
Ејвинд Скабо  (норв. Eivind Halfdan Skabo; Берум, 17. август 1916 — Осло, 18. април 2006) бивши је норвешки кајакаш на мирним водама, који се такмичио крајем 1940-их. Учествовао је на Олимпијским играма 1948. у Лондону у дисциплини К-1 10.000 метара и освојио бронзану медаљу.
Скабо је исте године опет у Лондону, освојио сребрну медаљу у дисциплини К-1 штафета 4 к 500 м на Светском првенству 1948.. Поред њега у штафети су били: Ивар Матисен, Ивар Иверсен и Ханс Мартин Гулбрандсен